# بومی‌های ونزوئلا

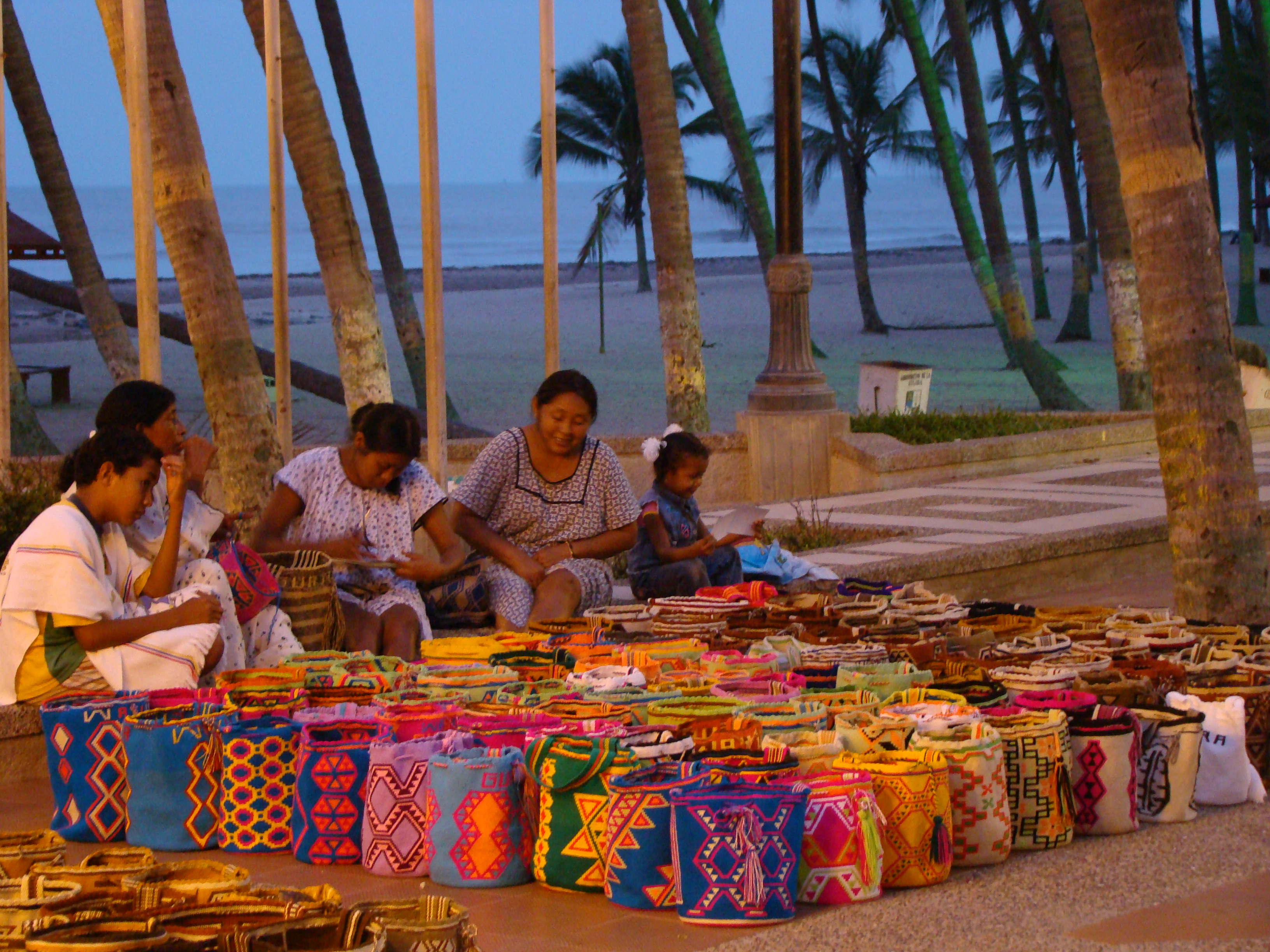
صنایع دستی بومیان ونزوئلا

بومی‌های ونزوئلا به آن دسته از مردم ونزوئلا اطلاق می‌شود که از اقوامی هستند که نیاکانشان از دوران پیشاکلمبی در محدوده کشور کنونی ونزوئلا سکونت داشته‌اند. امروزه تنها ۱٫۵٪ از جمعیت کشور ونزوئلا از این بومیان محسوب می‌شوند و جمعیتی بالغ بر دویست هزار نفر دارند. با این‌حال بسیاری از مردم ونزوئلا دورگه هستند و ریشه مشترک بومی - اروپایی دارند. زبان مردم کشور ونزوئلا اسپانیایی است با این‌حال بومیان این کشور علاوه بر اسپانیایی به زبان‌های بومی خود نیز صحبت می‌کنند.امروزه فرهنگ بخشی از آنها با فرهنگ مردم غیر بومی این کشور ادغام شدند ولی بعضی ها هنوز فرهنگ بومی خود را حفظ کردند. این بومیان بیشتر در ایالت آمازون و نواحی کوهستانی آند سکونت دارند. در سال ۱۹۹۹ مجلس قانون‌گذاری ونزوئلا حقوق بومیان را به رسمیت شناخت و بتدریج به عنوان بخشی از قانون اساسی ثبت گردید. مجلس ونزوئلا این کشور را مترقی‌ترین کشور در حفظ حقوق بومیان لقب داد.